# Bossa d'escombraries

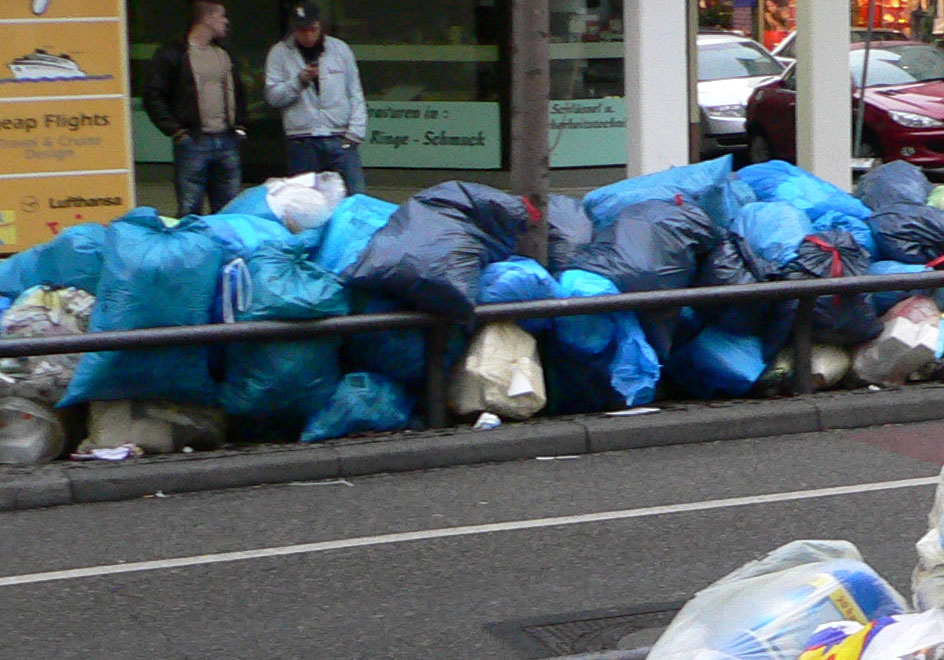
Bosses d'escombraries

 Una  bossa d'escombraries  és una bossa de plàstic destinada a introduir-hi els residus generats per l'activitat humana quotidiana.
Per mantenir-la oberta i estable, la bossa d'escombraries es col·loca en un recipient rígid i descobert ajustant els extrems als seus laterals. A les llars la bossa s'introdueix en el cubell d'escombraries que es col·loca a la cuina baix de l'aigüera en ser on més quantitat de residus es generen. En la cub d'escombraries també es dipositen les restes recollides d'altres recipients com papereres i cendrers.

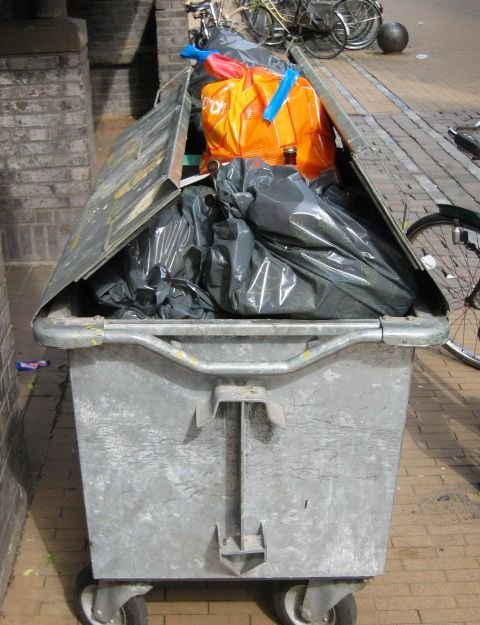
Contenidor amb bosses d'escombraries

 En altres entorns, la bossa també s'introdueix en papereres o, les de mesures superiors, als contenidors. Un cop plena, la bossa es tanca amb un nus i es diposita a un contenidor situat a la via pública o es treu periòdicament perquè les retiri el camió de les escombraries. La recollida de bosses d'escombraries en un edifici s'encomana al personal de neteja que les treu a última hora de la jornada poc abans que passi el camió.
La bossa d'escombraries ha estat tradicionalment de colors preferentment foscos: negre, gris o blau marí. No obstant això, la implantació de la recollida selectiva d'escombraries ha impulsat la comercialització de recipients en diversos colors - grocs, blaus, blancs, etc. - Encaminats a individualitzar els tipus de residu. Les papereres de recollida selectiva compten amb diversos recipients en els que poden posar-se bosses de colors per la seva ràpida identificació.

## Tipus
Les bosses de tancament fàcil porten una cinta plàstica en el seu perímetre superior que permet tancar-la tirant d'ella en un sol moviment. Aquest gest evita la seva lligat posterior en quedar la bossa prou tancada. Per la seva gran comoditat, les bosses de  tancament fàcil  han experimentat un gran creixement en vendes malgrat la seva major preu.

## Origen
Ideada el 1950, la invenció de la bossa d'escombraries pot ser atribuïda als canadencs Harry Wasylyk, Larry Hansen i Frank Plomp.

## Nota
1. ↑  José M. Castán Farrero (coord.); Francisco Azlor Mallor. Operacions i processi de producció en turisme.  Editorial UOC, 2008, p. 173–. ISBN 9788497887526 [Consulta: 13 febrer 2011].